# دانييل روس
دانييل روس (بالإنجليزية: Daniel Ross)‏ هو ممثل أمريكي، ولد في 1980 بواشنطن العاصمة في الولايات المتحدة.

## وصلات خارجية
- دانييل روس على موقع IMDb (الإنجليزية)
- دانييل روس على موقع قاعدة بيانات الفيلم (الإنجليزية)